# Honoré Tournély
Honoré Tournély (Antibes, 1658 – Parigi, 1729) è stato un teologo francese.

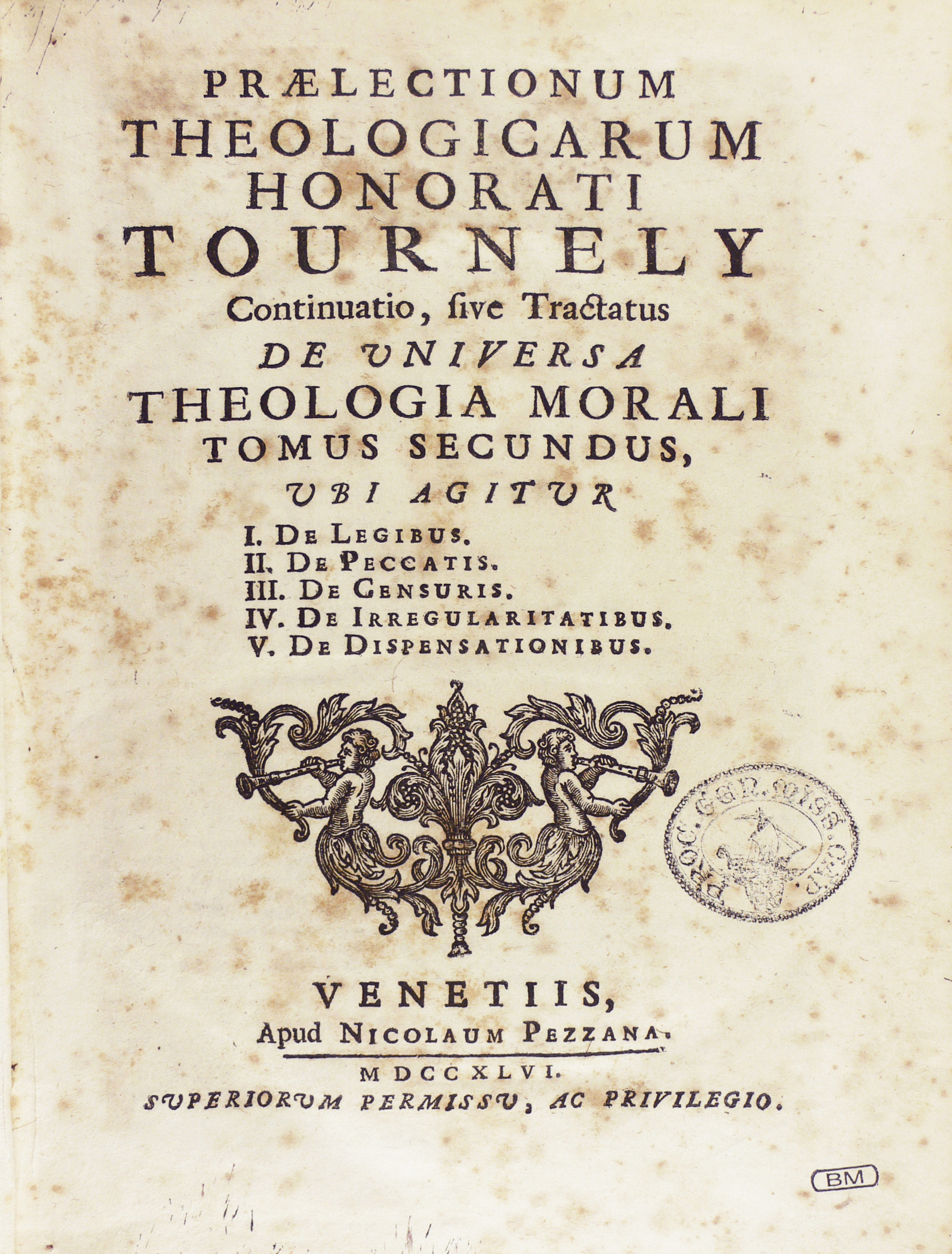
Praelectionum theologicarum, 1746
(Fondazione Mansutti, Milano).

Conseguì il dottorato in teologia e filosofia alla Sorbona, per poi insegnare all'Università di Douai, istituita nel 1562 da re Filippo II per contrastare la Riforma protestante. Tournély fu un fermo oppositore del giansenismo. Fece rientro a Parigi per la docenza di teologia, che conservò per un quarto di secolo, finché i giansenisti non lo escludettero dall'insegnamento. Nel 1725 pubblicò le sue lezioni accademiche come Praelectiones theologicae. Un esemplare dell'edizione veneziana del 1746 è conservato presso la Fondazione Mansutti di Miano.